# 965 Angelica
965 Angelica, asteroid glavnog pojasa. Otkrio ga je Juan Hartmann, 4. studenog 1921.

## Vanjske poveznice
- Minor Planet Center